# 九七式炊事自動車
九七式炊事自動車（きゅうななしきすいじじどうしゃ）は、1930年代中後期に大日本帝国陸軍が開発・制式採用した自走式の炊事自動車（フィールドキッチン）。
本車の用途は自動車化歩兵部隊など、機動力がある第一線部隊に随伴し煮炊作業を提供することであった。その運用思想は後身の自衛隊にも共通しており、本車と同じくトラック改造の自走式炊事自動車である航空自衛隊の炊事車や、牽引式である陸上自衛隊の野外炊具がある。

## 概要
車台のベースとしては同時期の帝国陸軍主力トラックである九四式六輪自動貨車を使用し、その荷台に炊事設備を搭載した。
動力とは別に発電用のガソリンエンジンを搭載しており、これを電気炊飯器の電源としていた。炊飯器は木製の箱の両端に電極を付けた単純な構造なため炊き加減がばらつきやすく感電の危険があるなどの問題もあったが、炊飯を終えるとそのまま保温に移行することや単純なため故障しにくく走行中でも炊飯できるなど、手間がかからない設計であった。
炊飯器のほか、汁物用の釜を別に搭載しており、味噌汁などの調理も可能であった。
炊飯能力は1時間当たり走行中で400食、停車中で500食、汁物の調理能力は1時間当たり750食だった。また水を沸かす能力は1時間当たり、バーナー使用時で200L、余熱および電熱使用時では250Lであった。水槽の総容量は540Lである。

## 構造と性能
車台、交流発電機、沸水装置、炊飯装置、煮汁装置、配水装置、車体と付属品から構成されている。
九四式六輪自動貨車をベースに、シャーシを後方へ50cm延長する改修を加えている。全長5.38m、全幅2.1m、全高2.8m。全重は4,800kgである。ほか、付属品として1,200kgの装備品（配電器具、調理器具一式、濾水器具、修理器具、予備部品）があり、これらの総容積は約10m3であった。
車体上に炊事作業スペースを設けており、外観形状はワゴン車スタイルである。前方に機関を配置、一段高い運転室の背後はそのまま機械室と炊事室を収めるキャビンとなっている。キャビンは鋼材で頑丈なフレームを組み、適宜木材で補強したのち、外側を鉄板、内部をアルミ板で板張りした。内部には運転室と機械室、炊事室が設けられた。運転室の両側と車体後部に出入り口が設けられている。天井には二カ所、大型の通風窓が設けられた。
発電装置は交流発電機を縦型4サイクル、4気筒の水冷ガソリンエンジンで稼働させた。性能は毎分1,500回転で40hpである。交流発電機は開放型回転界磁式の主機、同形式の励磁機が搭載され、主機は出力20kVA、励磁機は出力500Wであった。
電力は配電盤と配電装置によって操作された。配線設備は沸水用に一回路、炊飯用に一回路、車外での炊事作業用に二回路を設けていた。
沸水装置はガソリンを燃料とするバーナーまたは機関余熱利用で水を沸かした。バーナーを使用する場合50l入りの水を30分間で沸かす。燃料は15l入りのガソリンタンクが2個用意された。機関余熱利用の場合は循環ポンプで機関冷却水からの熱を2つの水槽に熱交換し、後もう1つの水槽へこの温水を移して沸騰させた。水槽容量は3つ合計で440lである。
炊飯装置は炊飯棚、炊飯櫃、炊飯コードから構成される。炊飯棚は車体の両側に並べて設置された。3個が3段に置かれ、合計で棚18個を格納した。炊飯櫃は40個が用意された。これは櫃、電極蓋、電極板から構成され、直接通電による過熱で炊飯するもので、1つ当たり25食分を調理する。この炊飯櫃に電気を分配するのは長さ1mの炊飯コードであり、炊飯用コンセントから電極蓋へ接続された。炊飯櫃は長さ57.2cm、幅40cm、高さ21.8cmの木製の箱である。両側面には紐で持ち手が付き、電極のついた極蓋が用意されている。この炊飯櫃の中に水と米を入れ、電極板を挿入して上部から極蓋を覆いかぶせる。極蓋は炊飯櫃にぴったり合うようにつくられており、両端に6カ所の端子が設けられ、隅にソケットがついている。ソケットにコードをつなげて通電すると米と水が抵抗となって発熱し、自動的に炊飯される。
煮汁装置は副食を調理するもので、煮汁櫃10個と投げ込み電熱器6個が用意された。投げ込み電熱器はニクロムシーズ線から熱を発生した。容量は4kWである。煮汁櫃は一つで75食を調理できた。
配水装置はポンプを装備して車外から給水できる。また車内の水槽から沸水缶へ揚水できる。

## 経緯
本車の開発の必要が生じたのは1919年（大正8年）のシベリア出兵のときであった。大量炊事をするために蒸気式の炊事車を投入したが、酷寒のため作業に困難が多く、実用化には至らなかった。このため本格的な軍用炊事車の開発が必要とされた。こののち陸軍では、各種熱源を用いる、酷寒でも機能する大量炊事用の車輛が追求された。
以後、自動車化部隊が整備され始めると、これに追随して食事を提供できる車輛が必要となった。1934年（昭和9年）8月、九四式六輪自動貨車に炊飯、沸水装置、給水装置、発電機を搭載し、九四式炊事自動車を試作した。1935年（昭和10年）2月には富士山麓で実用試験を行い、結果は良好だった。同年4月の軍事演習にも本車は帯同し、行軍間の炊事給養を行った。細部に改修点が見つかり、同年12月、改良を施した九五式炊事自動車を試作した。1936年（昭和11年）2月には歩兵第2連隊混成第1大隊に配属させて給養を実施した。同年12月には北満州での試験に基づいて九六式炊事自動車を試作した。成績は良好であった。1937年（昭和12年）5月には付属品を整理、沸水缶の位置を低める小改修を加え、九七式炊事自動車として完成した。これにより審査を終了し仮制式を上申した。
試験時、自動車化部隊にも帯同でき、適時に温かい食事を提供できる本車は実用価値が極めて大きいと評価されている。本車は炊飯能力や副食の調理能力が大きく、水の凍結するような寒季においてこの能力が非常に役立った。炊飯に関しては成績良好であり、不満とする点は無いとされた。電極と木製の炊事櫃に水を入れ、直接通電で米を炊く原始的な方式であるが、特に不具合は生じていない。また炊事が汁物に限られることが不満の一つとして挙げられたが、これは改良する側の糧秣廠において、営内のようなバラエティに富んだ副食物を給するものではないと一蹴された。なお、設備と食料がある程度整っている駐屯地や営内では、軍隊調理法に記されているレシピを元に多種多様で贅沢な給食が調理され将兵に食されるが、演習地や戦地の最前線では簡易食である飯盒炊爨用の米・乾パン・缶詰・食塩の携帯口糧（レーション）が使用されていた。そのため、第一線の将兵からの本車に対するこの高評価に繋がった。
ほか、積雪時にも行動能力を与えるためにチェーンを装備するよう具申が行われている。